# آسینارا
آسینارا یک جزیره ایتالیایی با ۵۲ کیلومتر مربع (۲۰ مایل مربع) مساحت است. باور بر این است که نام این منطقه به ایتالیایی به معنای «خر-ساکنان» است، اما برخی دیگر باور دارند که از واژه لاتین به معنای شکل سینوس گرفته شده‌است. این جزیره تقریباً خالی از سکنه است. سرشماری نفوس سال ۲۰۰۱ یک نفر را ذکر کرده‌است. این جزیره در نوک شمال غربی ساردینیا واقع شده‌است و از نظر جغرافیایی کوهستانی با سواحل شیب دار و صخره‌ای است. از آنجایی که آب شیرین کمیاب است، درختان کم هستند و پوشش گیاهی کم بوته پوشش گیاهی غالب جزیره است. این جزیره که بخشی از سامانه پارک‌های ملی ایتالیا است، اخیراً به یک ذخیره‌گاه طبیعی و دریایی تبدیل شده‌است.

## تاریخ

### تاریخ ابتدایی

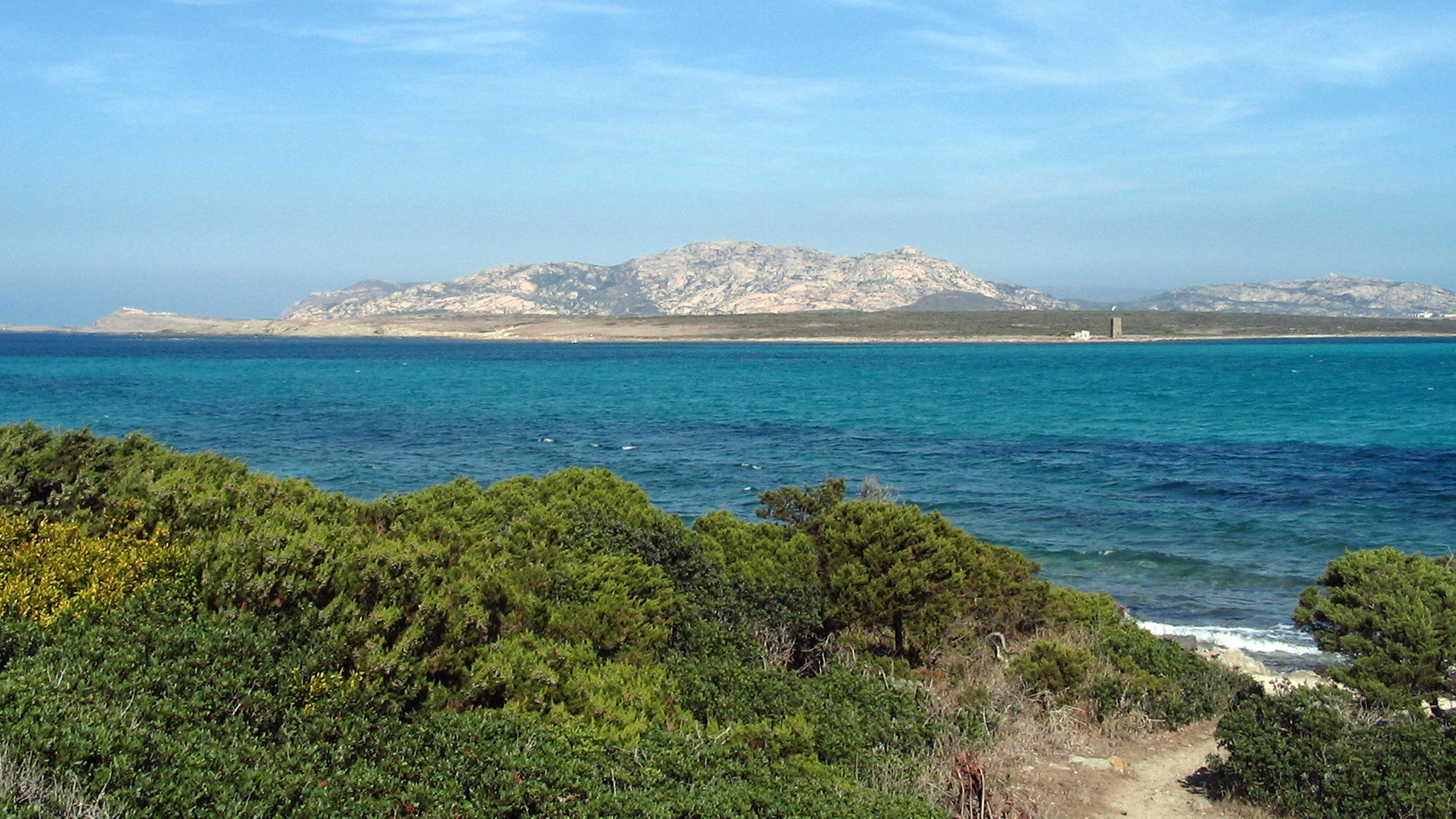
جزیره آسینارا

تاریخ سکونت انسان در این جزیره به دوران نوسنگی بر می‌گردد.
آسینارا به دلیل موقعیت میانه در مدیترانه توسط فنیقیها، یونانی‌ها و رومی‌ها شناخته شده و به کار گرفته می‌شد.
این جزیره همچنین هدف حملات دزدان دریایی سارازن بود. بعدها، مالکیت آسینارا بین پیزا، جمهوری جنوا و پادشاهی آراگون مورد مناقشه قرار گرفت. از سده هفدهم، چوپانانی از ساردینیا و لیگوریا این جزیره را استعمار کردند. در سال ۱۷۲۱، این جزیره به مالکیت پادشاهی ساوی ساردنی درآمد.
در طول سده گذشته ساخت و ساز برروی جزیره ممنوع بوده‌است.